# Al-Qitaa
Al-Qitaa (tiếng Ả Rập: القطعة) là một thị trấn của Syria nằm ở quận Abu Kamal, Deir ez-Zor. Theo Cục Thống kê Trung ương Syria (CBS), Al-Qitaa có dân số 8.251 trong cuộc điều tra dân số năm 2004.. Al Qitaa đã bị Quân đội Ả Rập Syria bắt giữ vào ngày 4 tháng 12 năm 2017 từ ISIS.